# Robert Witthoeft-Emden
Robert Witthoeft, ab dem 13. Juli 1933 Robert Witthoeft-Emden, (* 29. August 1886 in Marienwerder; † 4. Dezember 1960 in Hamburg) war ein deutscher Vizeadmiral der Kriegsmarine im Zweiten Weltkrieg.

## Karriere

### Kaiserliche Marine und Erster Weltkrieg
Witthoeft trat am 6. April 1904 als Seekadett in die Kaiserliche Marine ein. Er absolvierte die Grundausbildung und anschließend die Basisausbildung bis zum 31. März 1905 auf der als Schulschiff genutzten Gedeckten Korvette Stein. Daraufhin kam er zur weiteren Ausbildung ab dem 1. April 1905 an die Marineschule in Kiel. Am 11. April 1905 wurde er zum Fähnrich zur See ernannt. Anschließend versah er ab dem 1. Oktober 1906 Dienst auf dem Linienschiff Wittelsbach und wurde hier am 28. September 1907 zum Leutnant zur See befördert. Danach wurde Witthoeft als Kompanieoffizier bei der II. Torpedodivision eingesetzt und tat während dieser Dienstzeit auch mehrfach wochenweise Dienst als Wachoffizier auf dem Großen Torpedoboot V 161. Am 13. Juli 1909 erfolgte die Beförderung zum Oberleutnant zur See. Ab dem 15. September 1910 wurde er erneut als Kompanieoffizier eingesetzt, dismal bei der Minenabteilung. Während dieser Dienstzeit war er auch mehrfach wochenweise als Kommandant auf verschiedenen, dieser Abteilung unterstellten Booten eingesetzt, so auf dem Torpedoboot S 36, sowie den Minensuchern T 54, T 44 und T 45.
Im Anschluss an diese Dienstzeit wurde Witthoeft am 1. Oktober 1912 zur Verfügung der II. Marineinspektion gestellt. Anschließend begab er sich vom 15. Oktober bis zum 23. November 1912 von Genua aus auf den NDL-Dampfern Prinzess Alice und Mei Lee nach Shanghai. Ab dem 24. November 1912 tat er Dienst als Wachoffizier auf dem zum Ostasiengeschwader gehörenden Kanonenboot Iltis und wechselte am 30. Mai 1913 als Wach- und Torpedooffizier auf den Kleinen Kreuzer Emden. Hierbei löste er Lothar von Arnauld de la Perière ab. In dieser Dienststellung erlebte er auch den Ausbruch des Ersten Weltkriegs und führte mit dem Schiff Kreuzerkrieg im Indischen Ozean. Während der Versenkung des russischen Geschützten Kreuzers Schemtschug in Penang, sowie während des Gefechts bei den Kokosinseln am 9. November 1914, bei dem Witthoeft verwundet wurde, war er als Gefechtswachoffizier eingeteilt. Bei der Strandung des Schiffs nach diesem Gefecht teilte Witthoeft das Schicksal der anderen „Emden-Fahrer“ und geriet in britische Kriegsgefangenschaft. Für seine Leistungen während des Krieges hatte Witthoeft beide Klassen des Eisernen Kreuzes sowie das Ritterkreuz des Fürstlich Hohenzollernschen Ehrenkreuzes mit Schwertern erhalten.

### Reichsmarine und Kriegsmarine
Am 6. Dezember 1919 wurde Witthoeft aus der Gefangenschaft entlassen und war nach seiner Rückkehr nach Deutschland bis zum 23. Januar 1920 beurlaubt. In der Zwischenzeit war er am 23. Dezember 1919 zum Kapitänleutnant befördert worden. Ab dem 10. März 1920 war er der Flottenabteilung (A II) der Admiralität bzw. ab dem 15. September im Marinekommandoamt, zugeteilt, übernahm dann ab dem 28. Februar 1921 das II. und ab dem 1. März 1922 die I. Schiffsstammabteilung der Nordsee als Kommandeur. Es folgte eine Verwendung als Erster Offizier des Kleinen Kreuzers Arcona, während der Witthoeft am 1. November 1923 zum Korvettenkapitän befördert wurde. Am 1. Dezember 1923 wechselte er in gleicher Funktion auf den Kleinen Kreuzer Amazone. Ab dem 18. September 1924 war er Admiralstabsoffizier beim Stab der Marineschule Mürwik und ab dem 28. September 1926 zur Verfügung des Chefs der Marinestation der Ostsee gestellt. Zugleich war er auch Chef des Formationsstabs der Marineschule Friedrichsort. Anschließend war Witthoeft dann ab dem 1. November 1926 Kommandeur dieser Marineschule und wurde während dieser Dienstzeit am 1. April 1929 zum Fregattenkapitän befördert. Am 24. Juni übernahm er kommissarisch und ab dem 3. September 1929 vollverantwortlich den gerade in Dienst gestellten Leichten Kreuzer Königsberg als Kommandant. Anschließend diente er ab dem 11. Oktober 1930 ebenfalls als Kommandant auf dem neuen Leichten Kreuzer Emden, wobei er erneut Nachfolger von Lothar von Arnauld de la Perière wurde. Am 1. April wurde er außerdem noch zum Kapitän zur See befördert. Ab dem 22. März 1932 wurde Witthoeft zur Verfügung des Chefs der Marinestation der Nordsee gestellt und war dann ab dem 24. September 1932 Chef des Stabes dieser Marinestation. Danach war er ab dem 25. September 1933 zur Verfügung des Chefs der Marineleitung gestellt. Vom 9. November 1933 bis zum 11. Dezember 1941 diente Witthoeft dann als Marineattaché in der Deutschen Botschaft in Washington D.C. in dieser Funktion erfolgte am 1. April 1935 die Beförderung zum Konteradmiral und am 1. November 1937, also bereits innerhalb der Kriegsmarine, die zum Vizeadmiral.

### Zweiter Weltkrieg
Als Deutschland den USA am 11. Dezember 1941 den Krieg erklärte, wurde Witthoeft zunächst interniert, aber am 5. Mai 1942 ausgewiesen. Er konnte bis zum 17. Mai nach Deutschland zurückkehren und wurde dort zunächst zur Verfügung des Chefs der Kriegsmarine gestellt. Ab dem 10. November 1942 wurde Witthoeft dann zum Admiral Schwarzes Meer ernannt. Anschließend war er am 1. März 1943 erneut zur Verfügung des Chefs der Kriegsmarine und wurde dann ab dem 31. Mai 1943 verabschiedet. Man stellte Witthoeft anschließend zur Verfügung der Kriegsmarine, zog ihn aber nicht mehr zum aktiven Dienst heran.

## Namenszusatz
Auf Grund der Verfügung des Preußischen Ministers des Innern in Übereinstimmung mit dem Reichswehrminister erhielten die Überlebenden der Kriegsbesatzung der Emden von 1914, darunter auch Witthoeft, als Auszeichnung das Recht, den vererbbaren Namenszusatz „-Emden“ anzunehmen. Die Verleihung erfolgte am 13. Juli 1933.